# Informe Korherr

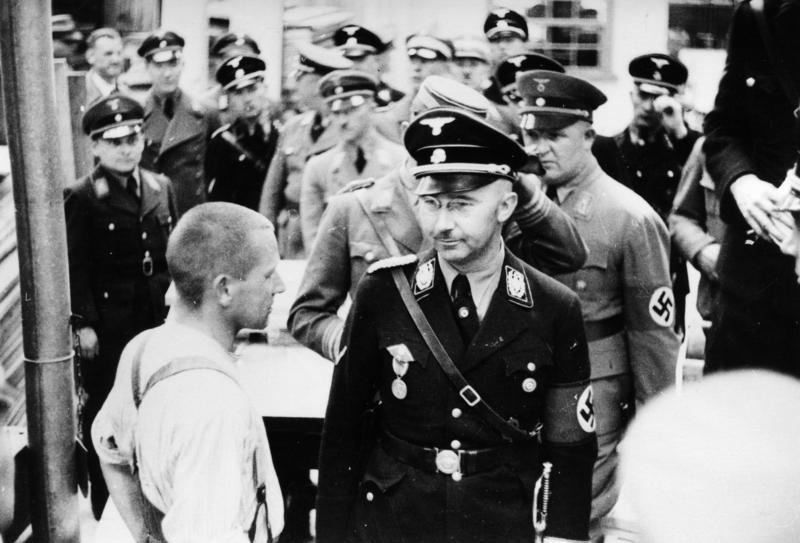
Heinrich Himmler (centro) junto a un prisionero, acompañado de oficiales nazis, visitando el Campo de concentración de Dachau, 1936.

El Informe Korherr es un documento acerca del desarrollo del Holocausto, realizado por el inspector jefe de la Oficina de Estadísticas de las SS, el Dr. Richard Korherr, siguiendo las instrucciones de Heinrich Himmler del 18 de enero de 1943. El informe final, publicado en marzo de ese mismo año, donde se resumían los avances de la Solución Final a diciembre de 1942 y un informe complementario que abarcaba el primer trimestre de 1943. Himmler aceptó el informe, pero ordenó a Korherr cambiar el eufemismo utilizado para el asesinato de los judíos en el documento de la cada vez más conocida Sonderbehandlung o «trato especial», por la palabra Durchgeschleust o «trasladados». 
El informe calculaba que, desde el momento en que los nazis llegaron en 1933 al poder, hasta finales de 1942, cuatro millones de judíos habían sido eliminados de Europa, de los cuales 1,5 millones emigraron y los otros 2.454.000 o habían sido asesinados por los Einsatzgruppen o eliminados en los campos de exterminio. 
El informe también admitía que esas muertes eran probablemente un total parcial, ya que excluía de forma expresa a los que murieron por causa de las duras condiciones en los guetos y en los campos de concentración. Korherr estimaba que alrededor de 6 millones de judíos quedaban aún en Europa. El informe concluye «Desde la toma del poder el número de judíos en Europa, que era de más de diez millones en 1933, se ha reducido a la mitad, la disminución de más de cuatro millones se debe a la influencia alemana». 
Adolf Eichmann, durante su juicio, recordó haber utilizado el informe Korherr para planificar la puesta en marcha de la 
Solución Final, incluidos los cálculos de la cantidad de trenes necesarios para el transporte de judíos hacia los campos de la muerte. Declaró también que había dado a Korherr «Toda nuestra materia sumamente secreta. Esa era la orden. Todos los envíos, en la medida en que nos lo habían sido relatados».
En marzo de 1943, Korherr informó que un total de 1.873.594 judíos de varias nacionalidades se hallaban sujetos a un programa de "evacuación", "incluyendo Theresienstadt y Sonderbehandlung". El informe también contenía el número de judíos en los guetos de Theresienstadt, Lodz y el Gobierno General, en los campos de concentración y en ciudades alemanas a cuenta de un permiso especial concedido por motivos económicos. También se subraya que entre 1933 y el 31 de diciembre de 1942 murieron en los campos de concentración alemanes, 27.347 judíos.
Y en sus propias palabras:

La afirmación según la cual yo habría podido establecer que más de un millón de judíos han podido morir en los campos del Gobierno General de Polonia y de los territorios del Varta, a consecuencia de un tratamiento especial (Sonderbehandlung), es absolutamente inexacta. Tengo que protestar contra el empleo del verbo 'morir' en este contexto. Es justamente el término "tratamiento especial" el que me incitó a pedir una explicación por teléfono a la Oficina Central de Seguridad del Reich (RSHA). Se me respondió que este término se aplicaba a los judíos que debían ser asentados (angesiedelt) en el distrito de Lublin.
Richard Korherr, en una carta a Der Spiegel del 25 de julio de 1977

En ese momento Korherr trabajaba para la RFA, en el Ministerio de Hacienda (Bundesministerium der Finanzen), después de la guerra, afirmando que no entendía las cifras que figuraban en su propio informe, o a lo que se refería, por lo que fue finalmente despedido de su puesto en 1961.